# Macédoine aux Jeux olympiques d'été de 1996
La Macédoine participe aux Jeux olympiques d'été de 1996 à Atlanta. C'est sa première apparition en tant que délégation nationale bien que 6 macédoniens aient déjà participé à la précédente olympiade en tant que participants olympiques indépendants.
Sa délégation est composée de 11 athlètes répartis dans 4 sports et son porte-drapeau est l'ancien volleyeur Vladimir Bogoevski qui avait concouru avec l'équipe yougoslave en 1980. Au terme des Olympiades, la nation ne remporte aucune une médaille. Le meilleur résultat est obtenu par le lutteur Shaban Tërstena qui se classe 5e.

## Canoë-kayak

### Slalom
Hommes
| Athlète        | Discipline | Total  | Rang |
| -------------- | ---------- | ------ | ---- |
| Nenad Trpovski | Slalom C-1 | 316.19 | 30   |
| Lazar Popovski | Slalom K-1 | 158.30 | 29   |

Femmes
| Athlète        | Discipline | Total  | Rang |
| -------------- | ---------- | ------ | ---- |
| Ana Ugrinovska | Slalom K-1 | 346.93 | 29   |

## Lutte
Libre
| Athlète         | Catégorie | Round 1              | Round 2               | Round 3                | Round 4               | Round 5           | Finale / Petite finale | Finale / Petite finale |
| Athlète         | Catégorie | Adversaire Score     | Adversaire Score      | Adversaire Score       | Adversaire Score      | Adversaire Score  | Adversaire Score       | Rang                   |
| --------------- | --------- | -------------------- | --------------------- | ---------------------- | --------------------- | ----------------- | ---------------------- | ---------------------- |
| Vlatko Sokolov  | −48 kg    | Railean (MDA) L 0-10 | Restrepo (COL) W 15-4 | Corduneanu (ROU) L 3-7 | NC                    | NC                | NC                     | 11                     |
| Shaban Tërstena | −57 kg    | Puerto (CUB) W 4-3   | Bye                   | Guzov (BLR) W 7-3      | Sissaouri (CAN) L 1-4 | Doğan (TUR) L 2-3 | Talaei (IRI) W 4-3     | 5                      |
| Valeri Verhušin | −74 kg    | Ozoline (AUS) W 15-7 | Budayev (UZB) W 8-0   | Paskalev (BUL) L 0-12  | Ōta (JPN) L 0-7       | NC                | NC                     | 10                     |

## Natation
Hommes
| Kire Filipovski    | 100 m papillon | 56.13   | 42 | NC | NC |    |    |
| Kire Filipovski    | 200 m 4 nages  | 2:11.90 | 35 | NC | NC |    |    |
| Aleksandar Malenko | 200 m papillon | 2:01.46 | 23 | NC | NC | NC | NC |
| Aleksandar Malenko | 400 m 4 nages  | 4:34.06 | 24 | NC | NC | NC | NC |

Femmes
| Sportif          | Catégorie        | Qualification | Qualification | Finale | Finale |
| Sportif          | Catégorie        | Temps         | Rang          | Temps  | Rang   |
| ---------------- | ---------------- | ------------- | ------------- | ------ | ------ |
| Mirjana Boševska | 400 m nage libre | 4:21.27       | 22            | NC     | NC     |
| Mirjana Boševska | 800 m nage libre | 8:57.52       | 22            | NC     | NC     |
| Mirjana Boševska | 400 m 4 nages    | 4:55.57       | 23            | NC     | NC     |
| Nataša Meškovska | 200 m papillon   | 2:17.90       | 23            | NC     | NC     |

## Tir
Hommes
| Athlète       | Compétition                  | Qualification | Qualification | Finale | Finale |
| Athlète       | Compétition                  | Points        | Rang          | Points | Rang   |
| ------------- | ---------------------------- | ------------- | ------------- | ------ | ------ |
| Darko Naseski | 10 m carabine à air comprimé | 580           | 36            | NC     | NC     |